# Dan Lauria
Daniel Joseph «Dan» Lauria (Nueva York, 12 de abril de 1947) es un actor estadounidense.

## Vida personal
Lauria, de ascendencia italiana, nació en Brooklyn, Nueva York, hijo de Carmela (n. Carmela Luongo) y Joseph J. Lauria. Vivió en Lindenhurst (Nueva York). Se graduó en la Lindenhurst Senior High School en 1965 como jugador de fútbol americano. Como veterano de la guerra de Vietnam sirvió como oficial del Cuerpo de Marines de los Estados Unidos a principios de la década de 1970. Inició en la actuación en la Southern Connecticut State University en New Haven, Connecticut.

## Carrera
Es conocido por su papel de Jack Arnold, padre del personaje Kevin Arnold, en la serie The Wonder Years. El personaje interpretado por Lauria es el de un serio y dedicado padre de familia, veterano de la guerra de Corea.

## Filmografía
- South Bronx Heroes (1985)
- StakeoutStakeout (1987)
- The Big One: The Great Los Angeles Earthquake (1990)
- Another Stakeout (1993)
- In the Line of Duty: Ambush in Waco (1993)
- Amazing Grace (1995)
- Excessive Force II: Force on Force (1995)
- Faithful (1996)
- Independence Day (1996)
- No One Could Protect Her (1996)
- Terror in the Family (1996) (TV)
- Prison of Secrets (1997) (TV)
- From the Earth to the Moon (1998)
- Wide Awake (1998)
- Stranger in My House (1999)
- Contagion (2002) (TV)
- Big Momma's House 2 (2006)
- The Bronx Is Burning (2007)
- The Spirit (2008)
- How I Met Your Mother (2008) (TV)
- Alien Trespass (2009)
- Criminal Minds (2009) (TV)
- The Mentalist (2009) (TV)
- Donna On Demand (2009)
- Life of Lemon (2010)
- Law and Order: Criminal Intent (2010) (TV)
- Make Your Move (2013)

## Televisión
- Rogan, "Utopia Now" Scarecrow and Mrs. King (1985)
- Jack Arnold, The Wonder Years (1988-1993)
- La justicia de la mafia (1991)
- Una mujer perseguida (1992)
- Todd Martin, "Terror In The Family" (1996)
- Judge Lamb, Boy Meets World (1997)
- Salvatore Matacio, "A Father's Image" Walker, Texas Ranger (1997)
- Coach Walt Arnold, "Hothead", Smallville (2001)
- Allen Blaisdell, JAG (2003)
- Allen Blaisdell, "The One That Got Away" JAG (2003)
- Allen Blaisdell, "Touchdown" JAG (2003)
- Allen Blaisdell, "Back in the Saddle" JAG (2003)
- Ellis Conway, "Voices", Ghost Whisperer (2005)
- Bill Peterson, "Poker? I Barely Know Her", Psych (2007)
- Sonny Battaglia, "Red Sauce S1E20", The Mentalist (2009)
- Boxing Gym Owner, Law and Order: Criminal Intent (2010)
- Ray Stephens, Law and Order: Special Victims Unit (2011)
- Judge Raymond Gillot, "Head Games" Harry's Law (2011)
- Jack Sullivan, Sullivan & Son (2012)
- Bill Wallace "Batman Beyond" (voz)
- Mo White, Shameless (2018)
- Simon Oritz, "Adverse Events" The Resident (2019)
- Mr. Erney ( El buen doctor) (2023)